# Culicicapa ceylonensis
A Culicicapa ceylonensis a verébalakúak (Passeriformes) rendjébe, ezen belül a Stenostiridae családba és a Culicicapa nembe tartozó, 12-13 centiméter hosszú madárfaj. Korábban a légykapófélék (Muscicapidae) családjába sorolták. Délkelet-Ázsia mérsékelt, szubtrópusi és trópusi erdőiben él. A mérsékelt övi és magashegyi területekről télen délebbre és alacsonyabb területekre vándorol. Főleg repülő rovarokkal táplálkozik. Monogám, februártól júliusig költ, gyakran két fészekaljat.

## Alfajai
- C. c. calochrysea (Oberholser, 1923) – a Himalája vonulata észak-Pakisztántól, északkelet-Indiáig, Banglades, közép- és dél-Kína, Mianmar, Thaiföld, észak- és közép-Indokína, télen közép- és dél-Pakisztán, közép- és dél-India, dél-Kína, Indokína;
- C. c. ceylonensis (Swainson, 1820) – délnyugat-India, Srí Lanka;
- C. c. antioxantha (Oberholser, 1923) – dél-Mianmar, délnyugat és dél-Thaiföld, Malajzia félszigeti része, Szumátra, Borneó, Jáva, Bali;
- C. c. sejuncta (E. J. O. Hartert, 1897) – Kis-Szunda-szigetek (Sumbawa, Flores, Lembata);
- C. c. connectens (Rensch, 1931) – Kis-Szunda-szigetek (Sumba).

## Fordítás
- Ez a szócikk részben vagy egészben  a   Grey-headed canary-flycatcher című angol Wikipédia-szócikk fordításán alapul.  Az eredeti cikk szerkesztőit annak laptörténete sorolja fel. Ez a jelzés csupán a megfogalmazás eredetét és a szerzői jogokat jelzi, nem szolgál a cikkben szereplő információk forrásmegjelöléseként.